# Allée Colette-Heilbronner
L'allée Colette-Heilbronner se situe dans le 17e arrondissement de Paris. 

## Situation et accès
En rampe, elle permet d'atteindre la rue Cardinet via la rue Mstislav-Rostropovitch depuis avril 2018.
Ce site est desservi par les lignes 13 et 14 à la station de métro Porte de Clichy.

## Origine du nom

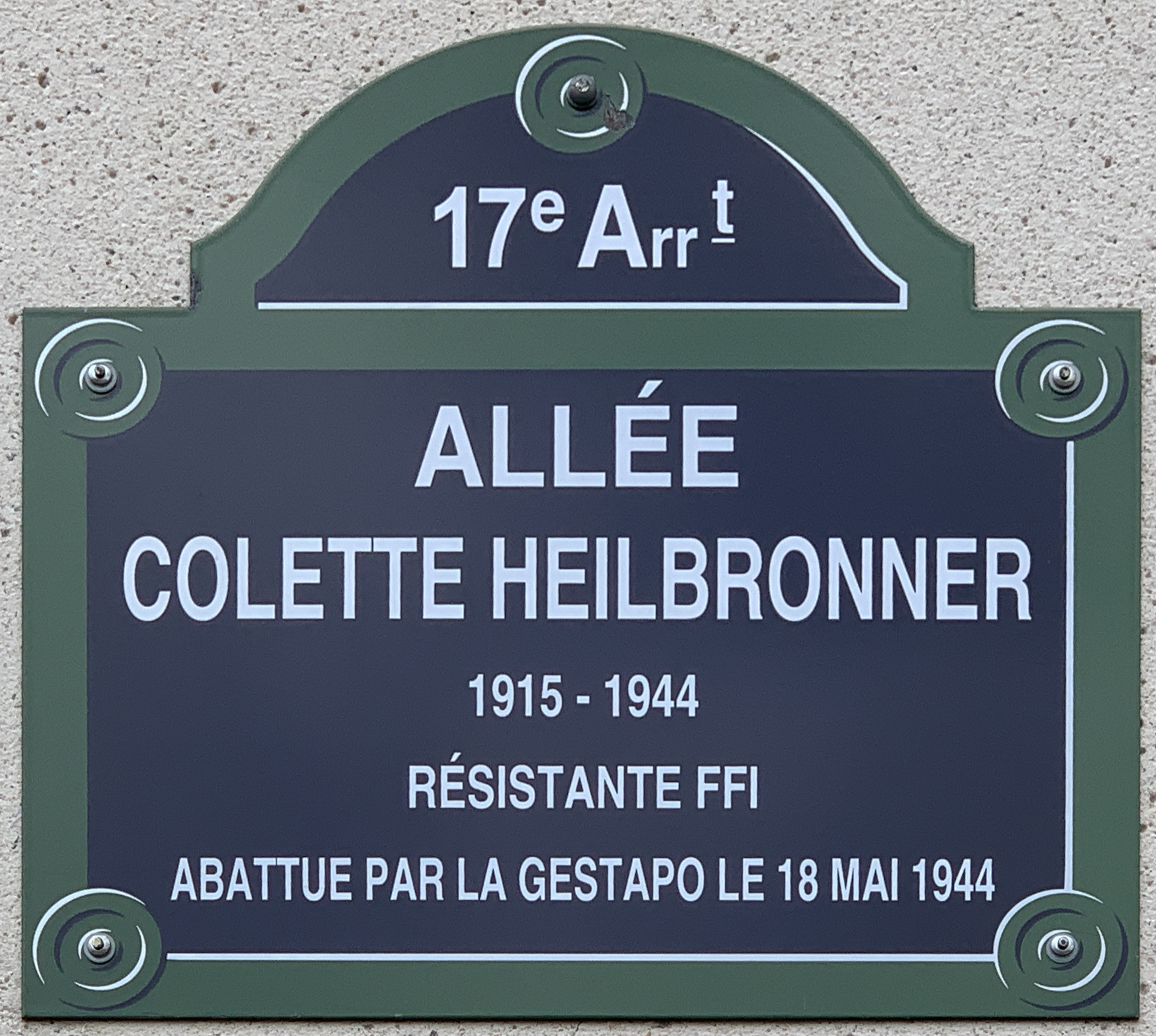
Plaque de l'allée.

Cette voie porte le nom de Colette Heilbronner, née Colette Lévy (Paris, 8 septembre 1915 – Paris, 18 mai 1944), une résistante française. Elle avait été envoyée en mars 1944, au 25, cité des Fleurs, pour diriger le service des faux papiers des Mouvements unis de la Résistance (MUR). Elle fut abattue sur place au cours de l'intervention de la Gestapo.

## Historique
La rue fut créée en 2013 et ouverte en avril 2014 dans le cadre de la ZAC Clichy-Batignolles sous l'appellation provisoire de « voie CC/17 ». En 2013, la Mairie de Paris la dénomme « allée Colette-Heilbronner ».

## Bâtiments remarquables et lieux de mémoire
- No 5 : accès au parc Clichy-Batignolles - Martin Luther King par escalier.
- No 19 : accès au même parc par rampe.
- No 25 : cinéma 7 Batignolles, créé par Djamel Bensalah.